# Ambasadorowie Chin w Turcji
Chińska Republika Ludowa posiada w Republice Turcji swojego przedstawiciela w randze ambasadora od 1972 roku.
| 1.  | Liu Chun       | maj 1972 – marzec 1976           |
| 2.  | Wei Yongqing   | maj 1976 – wrzesień 1978         |
| 3.  | Wang Yueyi     | marzec 1979 – październik 1981   |
| 4.  | Zhou Jue       | grudzień 1981 – październik 1984 |
| 5.  | Zhan Shiliang  | grudzień 1984 – czerwiec 1987    |
| 6.  | Liu Hua        | sierpień 1987 – wrzesień 1991    |
| 7.  | Hu Changlin    | październik 1991 – maj 1995      |
| 8.  | Wu Keming      | maj 1995 – maj 1997              |
| 9.  | Yao Kuangyi    | lipiec 1997 – grudzień 2002      |
| 10. | Song Aiguo     | sierpień 2003 – październik 2006 |
| 11. | Sun Guoxiang   | listopad 2006 – wrzesień 2008    |
| 12. | Gong Xiaosheng | od października 2008             |